# Louis Simon du Ry
Simon Louis du Ry, né le 13 janvier 1726 à Cassel et mort le 23 août 1799 dans la même ville, est l'un des plus importants architectes allemands néo-classiques. Descendant d'une lignée d'architectes réformés installés en Picardie puis à Paris, et qui se réfugièrent à Cassel à la suite de la révocation de l'édit de Nantes, il fut remarqué pour son talent de dessinateur par le Statthalter du landgraviat de Hesse-Cassel Guillaume, qui décida de lui faire suivre une formation à l'étranger. 

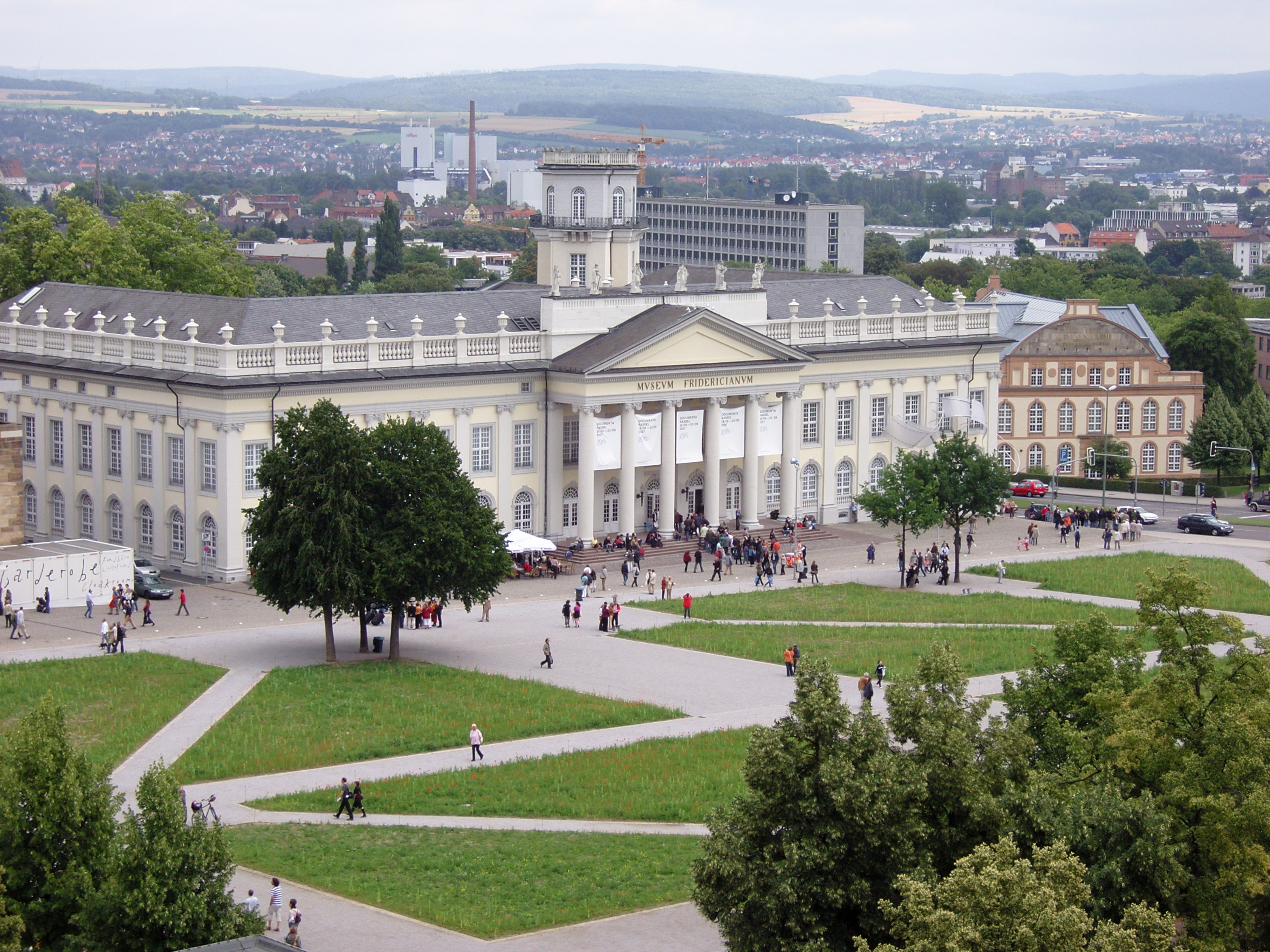
Fridericianum à Cassel (Hesse).

## Famille d'architectes
- Son père : Charles du Ry, architecte de cour à Cassel ;
- Son grand-père : Paul du Ry, réfugié huguenot après la révocation de l'édit de Nantes, et venu se mettre au service du margrave Charles de Hesse, devenu architecte de la ville de Cassel ;
- Son arrière-grand-père : Mathurin du Ry ;
- Son arrière arrière-grand-père : Charles du Ry, architecte d'Argentan ;
- Son fils : Jean-Charles-Étienne du Ry.

## Éléments biographiques
Du Ry voyagea de 1746 à 1756 en Suède (Stockholm), en Hollande, en France (il séjourna à Paris de 1748 à 1752) et en Italie (1753-1756) pour apprendre le métier d'architecte, puis il retourna en Italie de 1776 à 1777 en compagnie de son employeur, le landgrave Frédéric II de Hesse-Cassel. On possède de lui à Cassel une riche correspondance entretenue avec sa famille pendant ses voyages ainsi qu'un journal de son second tour en Italie. Au croisement du Grand Tour et des voyages savants et artistiques de l'Europe des Lumières, ses voyages lui ont permis d'élaborer ses conceptions artistiques et architecturales. Comme ses camarades d'étude à Paris et à Rome (Charles de Wailly, Marie-Joseph Peyre ou Sir William Chambers), Du Ry fit partie de la génération qui autour de 1750 posa les bases du néo-classicisme. Ses périples contribuèrent également au développement des relations commerciales et culturelles entre le landgraviat de Hesse-Cassel et le reste de l'Europe. 
Revenu à Cassel au terme de sa formation à Stockholm et de son voyage d’études à travers l'Europe, Simon devint en 1757, à la mort de son père, architecte de la cour. Il était aussi l'un des membres éminents de l'Eglise française, qui réunissait les descendants des huguenots réfugiés à Cassel.
Après la Guerre de Sept Ans, les fortifications de sa ville furent abattues, étant devenues inutiles. De grandes surfaces furent alors disponibles pour édifier la place royale, la place Frédéric ainsi que le Fridericianum qui restent aujourd’hui ses œuvres les plus importantes. Le musée Fridericianum subit de nombreuses critiques de la part de Claude-Nicolas Ledoux.
Sa bibliothèque vendue aux enchères par ses deux filles en 1800 témoigne des centres d'intérêt sur la longue durée d'une famille dont les intérêts se partageaient entre l'exercice de la profession d'architecte, la confession protestante et le souci d'intégration culturelle au sein du monde germanique. 

## Source
- Adeline Rege, Les voyages en Europe de l'architecte Simon-Louis Du Ry: Suède, France, Hollande, Italie (1746-1777), thèse de doctorat, Paris, Université Paris-Sorbonne, 2011.
- Adeline Rege, "Exil et intégration des Réfugiés huguenots en Allemagne: l'exemple de la famille Du Ry", Bollettino della Società di Studi Valdesi, vol. 214, 2014, pp. 41-78.
- Adeline Rege, "De l’aventure vécue à l’aventure racontée. Les conditions de voyage comme thème littéraire dans les récits de voyage de Simon-Louis Du Ry (1746-1777)", Annales de Bretagne et des Pays de l’Ouest, 2014/3 (n° 121-3), pp. 59-75.
- Adeline Rege, "Entre bibliothèque personnelle et bibliothèque professionnelle: la bibliothèque de l'architecte Simon-Louis Du Ry (1726-1799)", dans G. Bertrand, A. Cayuela, C. Del Vento, R. Mouren, dir., Bibliothèques et lecteurs dans l'Europe moderne (XVIIe – XVIIIe siècles), Genève, Droz, 2016, pp. 387-403.

- (de) Cet article est partiellement ou en totalité issu de l’article de Wikipédia en allemand intitulé « Simon Louis du Ry » (voir la liste des auteurs).